# فریار اسدیان
فریار اسدیان نویسنده ، شاعر  منتقد سیاسی و عضو کانون نویسندگان ایران و معاون انجمن قلم ایران (در تبعید ) ساکن آلمان اهل ایران است. 

## زندگی‌نامه
جواد اسدیان معروف به فریار منتقد سیاسی و نویسنده ساکن برلین است .